# Andrena doursana
Andrena doursana är en biart som beskrevs av Dufour 1853. Andrena doursana ingår i släktet sandbin, och familjen grävbin. Inga underarter finns listade i Catalogue of Life.